# Bernard Clerfayt
Bernard Clerfayt (ur. 30 grudnia 1961 w Uccle) – belgijski polityk i samorządowiec, jeden z liderów partii DéFI.

## Życiorys
Ukończył w 1986 studia ekonomiczne na Université catholique de Louvain. Pracował jako asystent na Katholieke Universiteit w Leuven. W 1986 odbył staż w Międzynarodowym Funduszu Walutowym. Przeszedł następnie do pracy na macierzystej uczelni w centrum analitycznym (IRES).
W 1988 po raz pierwszy został radnym Schaarbeek, a rok później deputowanym do regionalnego parlamentu w Brukseli (w latach 1994–1995 był jego wiceprzewodniczącym). Rok później objął stanowisko zastępcy burmistrza Schaarbeek. W 2001 objął urząd burmistrza tej miejscowości, uzyskując reelekcję na skutek kolejnych wyborów lokalnych.
W 2001 został wiceprzewodniczącym współtworzącego Ruch Reformatorski Demokratycznego Frontu Frankofonów (partią tą w przeszłości kierował jego ojciec Georges Clerfayt).
W latach 2007–2008 zasiadał w Izbie Reprezentantów, wybrany do niej także w 2010. W 2008 objął stanowisko sekretarza stanu ds. finansów w pierwszym rządzie Yves'a Leterme. Utrzymał je także w dwóch kolejnych gabinetach (do 2011). W 2014 został posłem do parlamentu Regionu Stołecznego Brukseli (reelekcja w 2019 i 2024). W lipcu 2019 objął stanowisko ministra w rządzie regionalnym kierowanym przez Rudiego Vervoorta.